# Johannes von Trapp
Johannes von Trapp (Filadelfia, 17 gennaio 1939) è un cantante statunitense, ex membro dei Trapp Family Singers, la cui storia ispirò i compositori del musical The Sound of Music poi tradotto nel 1965 nel film omonimo. Egli è il decimo ed ultimo figlio di Georg Ludwig von Trapp, il terzo avuto dalla seconda moglie Maria Augusta Trapp, nonché primo rappresentante della famiglia nato negli Stati Uniti dopo il trasferimento dei genitori ed ultimo dei figli ancora in vita del capitano von Trapp.

## Biografia
Johannes aveva otto anni quando morì suo padre nel 1947. Le sue sorelle sono: Rosemarie von Trapp (1929-2022) e Eleonore von Trapp (1931-2021), ed i fratellastri: Rupert von Trapp (1911-1992), Agathe von Trapp (1913-2010) , Maria Franziska von Trapp (1914-2014), Werner von Trapp (1915-2007), Hedwig von Trapp (1917-1972), Johanna von Trapp (1919-1994) e Martina von Trapp (1921-1951). Nel 1969, si laureò al  Dartmouth College e si iscrisse poi alla Yale University per un master. Ritornò a Stowe per occuparsi delle attività di famiglia nella gestione dell'hotel posseduto a Stowe. Nel 1977 si trasferì nella Columbia Britannica, e quindi in una fattoria in Montana. Ritornò poi a gestire gli affari di famiglia in Vermont. Sposò Lynne Peterson ed ebbe due figli, fra i quali Sam von Trapp. Johannes visitò la villa di famiglia a Salisburgo Aigen il 28 luglio 2008 assieme alla sorellastra Maria Franziska von Trapp e alla cognata Erika, vedova del fratellastro Werner.